# Carreiro
Carreiro, właśc. João Batista Siqueira Lima (ur. 24 listopada 1911 w Campos  – zm. 9 maja 1963 w Rio de Janeiro) – piłkarz brazylijski grający na pozycji napastnika.

## Kariera klubowa
Carreiro karierę piłkarską rozpoczął w 1935 roku w klubie São Cristóvão Rio de Janeiro, w którym grał do 1939. Następnym etapem była Fluminense FC. Z klubem z Rio de Janeiro dwukrotnie mistrzostwo Stanu Rio de Janeiro – Campeonato Carioca w 1940 i 1941. W 1943 przeszedł do SE Palmeiras, z którego wkrótce przeszedł do urugwajskiego CA Peñarol. Z klubem z Montevideo zdobył mistrzostwo Urugwaju - Primera División Uruguaya w 1944. Tam też skończył swoją karierę w tym samym roku.

## Kariera reprezentacyjna
1 lutego 1937 roku Carreiro zadebiutował w reprezentacji Brazylii w meczu z reprezentacją Argentyny. Brazylia na Copa América 1937 zajęła trzecie miejsce. W 1939 i 1940 roku Carreiro uczestniczył w spotkaniach Copa Julio Roca. 17 marca 1940 Carreiro w meczu z Argentyną wystąpił po raz ostatni w reprezentacji. Ogółem w latach 1937–1940 w barwach canarinhos Carreiro wystąpił siedmiu meczach, wszystkich przeciwko Argentynie.